# Ove Krogh Rants
Ove Krogh Rants (* 14. August 1926 in Kopenhagen; † 24. April 2023) war ein dänischer Bahnradsportler.
Zweimal, 1950 und 1951, wurde Ove Krogh Rants dänischer Meister im Sprint der Amateure, 1955 und 1957 errang er den Titel bei den Profis; viermal stand er zudem als Vize-Meister oder Dritter auf dem Podium.
1952 startete Rants bei den Olympischen Sommerspielen in Helsinki im Sprint und belegte Platz zwölf.